# Championnats du monde de ski nordique 2009
Navigation
Édition précédente Édition suivante
La 48e édition des Championnats du monde de ski nordique (tchèque : Mistrovství světa v klasickém lyžování Liberec 2009 ; titre officiel en anglais : FIS Nordic World Ski Championships 2009) a lieu du 18 février au 1er mars 2009 à Liberec en République tchèque. La Fédération internationale de ski organise cet événement bisannuel du ski nordique lors duquel sont décernés les titres mondiaux de trois disciplines sportives : le combiné nordique, le saut à ski et le ski de fond.
Le pays accueille pour la quatrième fois cette compétition puisque les villes de Janské Lázně (1925) et de Vysoké Tatry (1935 et 1970) avait déjà organisé l'événement à l'époque de la Tchécoslovaquie. Pays hôte de 589 sportifs représentant 61 délégations nationales, la République tchèque organise le plus grand rendez-vous sportif de son histoire. Deux nouvelles épreuves, le saut à ski féminin et le départ en ligne de combiné nordique, apparaissent au programme de ces championnats, remportés respectivement par les Américains Lindsey Van et Todd Lodwick. La Norvège termine au premier rang des médailles avec 5 titres, tous acquis dans les épreuves de ski de fond masculin, incluant les trois titres de Petter Northug. L'Allemagne est seconde au nombre de médailles avec neuf médailles mais aucun titre. En ce qui concerne les médailles d'or, la Norvège devance les États-Unis (quatre titres), la Finlande (trois titres), l'Autriche et la Pologne (deux titres).
Au côté du premier titre féminin de saut à ski, le grand vainqueur de ces épreuves côté masculin est l'Autriche avec trois médailles dont deux pour Wolfgang Loitzl et Gregor Schlierenzauer. En ajoutant le départ en ligne 10 km, le combiné nordique a changé de format de ses épreuves avec à la place du 7,5 km sprint et du 15 km individuel Gundersen les épreuves de 10 km individuel grand tremplin et du 10 km individuel petit tremplin. L'Estonien Andrus Veerpalu devient le plus vieux médaillé d'or à 38 ans quand il remporte le 15 km en ski de fond. Malgré le manque d'enneigement avant le début des épreuves, les Championnats ont reçu une abondance de neige et de vent, ce qui eut des conséquences pour certaines épreuves.
L'affluence totale de l'évènement est comprise entre 180 000 et 200 000 spectateurs, deux fois supérieure aux précédents Championnats du monde 2007 de Sapporo (Japon), mais 35 % de moins par rapport aux Championnats du monde 2005 à Oberstdorf (Allemagne). Le Président de la FIS Gian-Franco Kasper s'est exprimé lors de la cérémonie de clôture, mettant en avant le nombre de nations médaillées (quinze au total), la bonne couverture médiatique par la télévision tchèque (l'audience télévisuelle cumulée atteint 666 millions de téléspectateurs) et le succès de l'épreuve féminine de saut à ski en prévision d'une intégration au programme olympique de 2014.

## Changement du format de la compétition
Le calendrier initial a été approuvé par le conseil de la FIS à Portorož (Slovénie) durant le week-end du 25-28 mai 2007. L'épreuve de saut à ski féminin devient une épreuve officielle pour la première fois de son histoire sur le petit tremplin le 20 février 2009, comme cela avait été approuvé lors du congrès de la FIS en mai 2006 à Vilamoura (Portugal). Les épreuves de combiné nordique subissent de grands changements dans leur calendrier, avec l'arrivée d'un départ en masse 10 km approuvé au congrès de 2006, qui remplace le précédent 7,5 km sprint, tandis que le 15 km gundersen est divisé en deux épreuves, toutes deux de 10 km mais avec un grand tremplin pour l'une et un petit tremplin pour l'autre. Le combiné nordique, qui dispose désormais de quatre épreuves au lieu de trois, approuve ces changements lors du meeting de Zurich le 29 septembre 2008.

## Historique

### 2004-2007
La ville hôte des Championnats du monde de ski nordique 2009 est désigné lors du congrès de la FIS 2004 à Miami (Floride) le 3 juin 2004. La seule candidature s'opposant à Liberec est Oslo. Le Président du ski norvégien Sverre Sebberg s'exprime dans la presse norvégienne qu'il était prévisible de voir Liberec gagner car cette dernière était candidate aux trois précédents Championnats et que la dernière fois que l'Europe de l'Est avait accueilli cet évènement fut en 1970, laissant ainsi des avantages à la candidature tchèque.
Liberec remporte le scrutin 11 votes à 4 pour Oslo, vote auquel prennent par les 17 membres de la FIS mais pas Kasper. Le comité de la candidature d'Oslo a aussitôt annoncé après sa défaite vouloir accueillir les Championnats du monde de ski nordique 2011.
Avant que Liberec n'ait obtenu l'attribution de ces Championnats, il avait accueilli depuis 2004 40 épreuves de ski de fond, de combiné nordique et de saut à ski. Lors d'une rencontre les 24-25 mai 2005, un rapport est transmis par le comité de Liberec aux directeurs de la FIS au cours d'une inspection. Le 10 mai 2006, un groupe de coordination mené par Roman Kumpošt, président du comité d'organisation des Championnats du monde, inspecte la construction des lieux des épreuves et des installations télévisuelles. Une nouvelle rencontre a lieu les 18-19 avril 2007 au sujet de la médiatisation de l'évènement et de la préparation des mondiaux.

### Juillet-décembre 2007
L'ancienne skieuse de fond tchèque Kateřina Neumannová, championne olympique en 2006, est nommé vice-président du comité d'organisation. Le 25 juillet 2007, Neumannová, appuyée par le ministère de l'Éducation, de la Jeunesse et des Sports tchèque, est élue à la tête du comité d'organisation à la place de Roman Kumpost. Elle est également désignée à la tête de l'organisation du passage du Tour de Ski dans les rues de Prague le 30 décembre 2007. Durant le week-end du 13 août 2007, une délégation se rend au siège de la FIS à Oberhofen (Suisse) et y rencontre le Président de la FIS Kasper. Cette délégation inclut Jiří Kittner (maire de Liberec), Marek Rejman (secrétaire du comité d'organisation), Lukáš Sobotka (président de la fédération de ski tchèque) et Norbert Pelc (secrétaire général) et tous quatre confirment la bonne avancée des travaux, sachant que les épreuves de Coupe du monde de février 2008 serviront de tests. Des garanties financières ont également été apportées. Une seconde rencontre se déroule le 24 septembre 2007 à Zurich, où se rendent Neumannová et Rejman, qui testent les projets de marketing et promotion de l'évènement, ainsi que la confirmation de l'aide gouvernementale mettant à disposition des athlètes le campus de l'université de Liberec.

### 2008
Le Président de la FIS Kasper déclare début février 2008 que l'avancement des projets va dans le bon sens, cependant il exprime des inquiétudes à propos des coûts pour le logement pour les officiels et les journalistes. En avril 2008, une réunion se déroule au sujet des préparatifs de ces mondiaux, parmi ses participants, la FIS, l'EBU et l'APF, qui ont pu au cours des épreuves de Coupe du monde disputées en février 2008 régler les derniers détails concernant l'aspect médiatique. Le calendrier final des mondiaux est confirmé par le conseil de la FIS en mai 2008 au Cap (Afrique du Sud), suivi d'une inspection finale le 13 octobre 2008. À l'issue de cette inspection, une conférence de presse se déroule, où Kasper souligne les efforts du comité d'organisation. Kateřina Neumannová déclare de son côté que l'organisation des transports était assurée avec les réfections des routes, des autoroutes et des accès aux épreuves de ski de fond et de saut à ski. La seule incertitude concerne finalement la météo après le manque de neige lors des épreuves de février 2008, il est alors nécessaire que la station se dote d'un équipement de neige artificielle. Le gouvernement tchèque donne au comité d'organisation un aide financière de 7,3 millions d'euros. À la fin de l'année 2008, la secrétaire générale de la FIS Sarah Lewis, Niklas Carlsson (chargé du management des sponsors), Neumannová et d'autres personnes clefs du comité d'organisation se rencontrent pour discuter autour de la promotion de l'évènement, du système d'accréditation et des rendez-vous sociaux. Au même moment, une inspection générale du village des athlètes au Technical University of Liberec, complètement rénové, a lieu. Les étudiants de l'université quitteront le campus fin janvier pour laisser la place aux équipes.

### 2009
Le 21 janvier 2009, il y a un total de 600 athlètes issus de 59 nations, ce qui constitue un record pour cet évènement. Neumannová est rassurée par l'enneigement dans la station, où près de 70 centimètres de neige sont tombés et note la satisfaction des personnes qui ont testé les équipements sportifs. Le transport est gratuit dans la ville de Liberec et de nombreux transferts de tramway sont organisés avec Jablonec nad Nisou. Tout un contrôle de dopage est mis en place avant l'épreuve avec 430 prises de sang sur les athlètes entre le 1er et le 15 février 2009. Lors des mondiaux, les quatre premiers de chaque épreuve sont soumis aux contrôles de dopage ainsi que deux autres athlètes de l'épreuve, ce qui constitue un total de 120 contrôles. Ces tests sont sous la responsabilité de l'agence tchèque antidopage avec l'assistance de l'Agence mondiale antidopage. Le coût total de ces tests se chiffre à 1,5 million de francs suisses. Au 25 février, près de 90 000 spectateurs avaient assisté aux mondiaux. En ce qui concerne l'enneigement, les inquiétudes nées de l'année précédente sont vite dissipées en raison de chutes de neige permanentes durant la quinzaine des mondiaux.

### Accréditation des médias et couverture télévisuelle
Les accréditations sont accessibles par internet jusqu'au 17 octobre 2008. la couverture télévisuelle est assurée par la Česká televize (CT). CT prévoit de produire plus de 60 heures de couverture télévisuelle internationale à l'aide de 54 caméras reliées à près de 60 kilomètres de câbles. Près de 1500 journalistes sont présents sur le site. Un total de 771 heures cumulées est enregistré durant ces mondiaux dont 70,3 % en direct. Il y a 17 chaînes de télévision nationales présentes aux côtés des chaînes Eurosport. C'est un total de plus de 666 millions de téléspectateurs qui y ont assisté. Les évènements les plus suivis sont l'épreuve de saut à ski individuel masculin en grand et petit tremplin en Pologne avec 5 et 4,4 millions de téléspectateurs respectivement sur la chaîne TVP1. La chaîne allemande ZDF atteint 4 millions de téléspectateurs sur l'épreuve de saut à ski grand tremplin.

## Résultats

### Ski de fond

#### Hommes
| Épreuves                                               | Or                                                                           | Argent                                                              | Bronze                                                                        |
| ------------------------------------------------------ | ---------------------------------------------------------------------------- | ------------------------------------------------------------------- | ----------------------------------------------------------------------------- |
| 20 février : 15 km classique H                         | Andrus Veerpalu (EST)                                                        | Lukáš Bauer (CZE)                                                   | Matti Heikkinen (FIN)                                                         |
| 22 février : Poursuite 15 km classique + 15 km libre H | Petter Northug (NOR)                                                         | Anders Södergren (SWE)                                              | Giorgio di Centa (ITA)                                                        |
| 24 février : Sprint libre H                            | Ola Vigen Hattestad (NOR)                                                    | Johan Kjølstad (NOR)                                                | Nikolaï Morilov (RUS)                                                         |
| 25 février : Team sprint classique H                   | Norvège Johan Kjølstad Ola Vigen Hattestad                                   | Allemagne Tobias Angerer Axel Teichmann                             | Finlande Ville Nousiainen Sami Jauhojaervi                                    |
| 27 février : Relais 4 × 10 km libre et classique H     | Norvège Eldar Roenning Odd-Bjoern Hjelmeset Tore Ruud Hofstad Petter Northug | Allemagne Jens Filbrich Tobias Angerer Franz Goering Axel Teichmann | Finlande Matti Heikkinen Sami Jauhojaervi Teemu Kattilakoski Ville Nousiainen |
| 1er mars : 50 km libre H                               | Petter Northug (NOR)                                                         | Maxim Vylegzhanin (RUS)                                             | Tobias Angerer (GER)                                                          |

#### Femmes
| Épreuves                                                 | Or                                                                             | Argent                                                                         | Bronze                                                        |
| -------------------------------------------------------- | ------------------------------------------------------------------------------ | ------------------------------------------------------------------------------ | ------------------------------------------------------------- |
| 19 février : 10 km classique F                           | Aino Kaisa Saarinen (FIN)                                                      | Marianna Longa (ITA)                                                           | Justyna Kowalczyk (POL)                                       |
| 21 février : Poursuite 7,5 km classique + 7,5 km libre F | Justyna Kowalczyk (POL)                                                        | Kristin Størmer Steira (NOR)                                                   | Aino Kaisa Saarinen (FIN)                                     |
| 25 février : Sprint libre F                              | Arianna Follis (ITA)                                                           | Kikkan Randall (USA)                                                           | Pirjo Muranen (FIN)                                           |
| 25 février : Team sprint classique F                     | Finlande Aino Kaisa Saarinen Virpi Kuitunen                                    | Suède Anna Olsson Lina Andersson                                               | Italie Marianna Longa Arianna Follis                          |
| 26 février : Relais 4 × 5 km libre et classique F        | Finlande Pirjo Muranen Virpi Kuitunen Riitta-Liisa Roponen Aino Kaisa Saarinen | Allemagne Katrin Zeller Evi Sachenbacher Stehle Miriam Goessner Claudia Nystad | Suède Lina Andersson Britta Norgren Anna Haag Charlotte Kalla |
| 28 février : 30 km libre F                               | Justyna Kowalczyk (POL)                                                        | Evgenia Medvedeva (RUS)                                                        | Valentina Shevchenko (UKR)                                    |

### Saut à ski

#### Hommes
| Épreuves                      | Or                                                                            | Argent                                                              | Bronze                                                        |
| ----------------------------- | ----------------------------------------------------------------------------- | ------------------------------------------------------------------- | ------------------------------------------------------------- |
| 21 février : K90              | Wolfgang Loitzl (AUT)                                                         | Gregor Schlierenzauer (AUT)                                         | Simon Ammann (SUI)                                            |
| 27 février : K120             | Andreas Kuettel (SUI)                                                         | Martin Schmitt (GER)                                                | Anders Jacobsen (NOR)                                         |
| 28 février : K120 par équipes | Autriche Wolfgang Loitzl Martin Koch Thomas Morgenstern Gregor Schlierenzauer | Norvège Anders Bardal Tom Hilde Johan Remen Evensen Anders Jacobsen | Japon Shohei Tochimoto Takanobu Okabe Daiki Ito Noriaki Kasai |

#### Femmes
| Épreuves         | Or                | Argent               | Bronze             |
| ---------------- | ----------------- | -------------------- | ------------------ |
| 20 février : K90 | Lindsey Van (USA) | Ulrike Gräßler (GER) | Anette Sagen (NOR) |

### Combiné nordique
| Épreuves                              | Or                                                              | Argent                                                                | Bronze                                                     |
| ------------------------------------- | --------------------------------------------------------------- | --------------------------------------------------------------------- | ---------------------------------------------------------- |
| 20 février : Départ en ligne          | Todd Lodwick (USA)                                              | Tino Edelmann (GER)                                                   | Jason Lamy-Chappuis (FRA)                                  |
| 22 février : Individuel K90 + 10 km   | Todd Lodwick (USA)                                              | Jan Schmid (NOR)                                                      | Bill Demong (USA)                                          |
| 26 février : Par équipes K120 + 10 km | Japon Yusuke Minato Taihei Kato Akito Watabe Norihito Kobayashi | Allemagne Ronny Ackermann Eric Frenzel Björn Kircheisen Tino Edelmann | Norvège Mikko Kokslien Petter Tande Jan Schmid Magnus Moan |
| 28 février : Individuel K120 + 10 km  | Bill Demong (USA)                                               | Björn Kircheisen (GER)                                                | Jason Lamy-Chappuis (FRA)                                  |

## Tableau des médailles
| Rang | Nation     | Or | Argent | Bronze | Total |
| ---- | ---------- | -- | ------ | ------ | ----- |
| 1    | Norvège    | 5  | 4      | 3      | 12    |
| 2    | États-Unis | 4  | 1      | 1      | 6     |
| 3    | Finlande   | 3  | 0      | 5      | 8     |
| 4    | Autriche   | 2  | 1      | 0      | 3     |
| 5    | Pologne    | 2  | 0      | 1      | 3     |
| 6    | Italie     | 1  | 1      | 2      | 4     |
| 7    | Japon      | 1  | 0      | 1      | 2     |
| -    | Suisse     | 1  | 0      | 1      | 2     |
| 9    | Estonie    | 1  | 0      | 0      | 1     |
| 10   | Allemagne  | 0  | 8      | 1      | 9     |
| 12   | Russie     | 0  | 2      | 1      | 3     |
| 11   | Suède      | 0  | 2      | 1      | 3     |
| 13   | Tchéquie   | 0  | 1      | 0      | 1     |
| 14   | France     | 0  | 0      | 2      | 2     |
| 15   | Ukraine    | 0  | 0      | 1      | 1     |